# The Crest
The Crest čertnaesti je studijski album njemačkog heavy metal gitarista Axela Rudija Pella. Diskografska kuća Steamhammer objavila ga je 23. travnja 2010.

## Popis pjesama
Tekstovi i glazba: Axel Rudi Pell. 
| 1.    | »Prelude of Doom« (instrumentalna skladba)                            | 1:32 |
| 2.    | »Too Late«                                                            | 5:58 |
| 3.    | »Devil Zone«                                                          | 6:08 |
| 4.    | »Prisoner of Love«                                                    | 5:56 |
| 5.    | »Dreaming Dead«                                                       | 7:39 |
| 6.    | »Glory Night«                                                         | 5:45 |
| 7.    | »Dark Waves of the Sea (Oceans of Time Part II: The Dark Side)«       | 8:00 |
| 8.    | »Burning Rain«                                                        | 5:44 |
| 9.    | »Noblesse Oblige (Opus #5 Adagio contabile)« (instrumentalna skladba) | 4:08 |
| 10.   | »The End of Our Time«                                                 | 6:15 |
| 57:05 |                                                                       |      |

## Zasluge
Axel Rudi Pell
- Volker Krawczak – bas-gitara
- Axel Rudi Pell – gitara, produkcija
- Ferdy Doernberg – klavijature
- Mike Terrana – bubnjevi
- Johnny Gioeli – vokal

Ostalo osoblje
- Charlie Bauerfeind – miks
- Torsten Sickert – inženjer zvuka, snimanje
- Ulf Horbelt – mastering
- Martin McKenna – naslovnica
- Kai Hoffmann – dizajn